# Victor Wembanyama
Victor Wembanyama ( /ˌwɛmbənˈjɑːmə/ WEM-bən-YAH-mə ; tiếng Pháp: [viktɔʁ wɛmbanjama] ; sinh ngày 4 tháng 1 năm 2004), biệt danh "Wemby" hay "Người ngoài hành tinh", là một cầu thủ bóng rổ chuyên nghiệp người Pháp thi đấu cho San Antonio Spurs của Giải bóng rổ Nhà nghề Mỹ (NBA). Được coi là một trong những cầu thủ bóng rổ triển vọng nhất trong thế hệ của mình, anh đã được Spurs chọn ở lượt đầu tiên tại NBA Draft 2023. Với chiều cao đo được là 7 foot 4 inch (2,24 mét), Wembanyama cùng với Boban Marjanović là hai cầu thủ NBA cao nhất đang chơi bóng tại NBA.
Wembanyama bắt đầu sự nghiệp thi đấu chuyên nghiệp của mình trong màu áo Nanterre 92 tại giải bóng rổ Pháp LNB Pro A vào năm 2019. Hai năm sau, anh chuyển đến ASVEL thi đấu và giành được chức vô địch Pro A trong mùa giải duy nhất của mình cùng đội bóng. Sang mùa giải 2022–23, Wembanyama ký hợp đồng với Metropolitans 92 và trở thành cầu thủ trẻ nhất giành được giải thưởng Pro A MVP, đồng thời giành được danh hiệu Cầu thủ phòng ngự xuất sắc nhất Pro A và dẫn đầu giải đấu về ghi điểm, rebound (bắt bóng bật bảng) và block (chắn bóng). Anh có hai lần lọt vào đội hình LNB All-Star, một lần giành được MVP của trận All-Star và ba lần là Cầu thủ trẻ xuất sắc nhất Pro A.
Wembanyama cũng chơi cho đội tuyển quốc gia Pháp. Ở cấp độ trẻ, anh dẫn dắt đội bóng giành hai huy chương bạc, một trong số đó tại FIBA U19 World Cup 2021. Đây là giải đấu nơi anh lập kỷ lục FIBA về chỉ số block mỗi trận trong một giải đấu.
Sau một mùa giải tân binh mang tính lịch sử tại NBA, Wembanyama đã được vinh danh là Tân binh NBA của năm 2024, đứng thứ hai trong cuộc bầu chọn Cầu thủ phòng ngự của năm 2024, chỉ xếp sau người đồng hương Rudy Gobert. Anh cũng trở thành tân binh đầu tiên trong lịch sử có tên trong Đội hình 1 phòng thủ tiêu biểu của giải.

## Thời niên thiếu và sự nghiệp cầu thủ trẻ
Wembanyama sinh ngày 4 tháng 1 năm 2004 tại Le Chesnay, Paris. Cha của anh, Félix, là người Congo và là một vận động viên điền kinh từng thi đấu ở các nội dung nhảy cao, nhảy xa và nhảy xa ba bước. Ông Félix sinh ra ở Bỉ và nhập quốc tịch Pháp vào ngày 10 tháng 2 năm 2003. Mẹ của Victor, Élodie de Fautereau, là một huấn luyện viên bóng rổ và là cựu cầu thủ. Bố và mẹ của Wembanyama cao lần lượt 6 foot 6 inch (1,98 m) và 6 foot 3 inch (1,91 m). Chị gái của Wemby là Ève chơi bóng rổ chuyên nghiệp còn em trai anh, Oscar, từng chơi bóng rổ và bóng ném ở cấp độ trẻ. Ông ngoại của anh, Michel de Fautereau, là cầu thủ bóng rổ chuyên nghiệp và bà của anh là Marie-Christine, cũng chơi môn thể thao này.
Wembanyama từng chơi bóng đá ở vị trí thủ môn và luyện tập môn judo trước khi tập trung hoàn toàn vào bóng rổ. Anh học chơi bóng rổ từ mẹ mình là huấn luyện viên cấp độ trẻ. Lúc 7 tuổi, Wembanyama ban đầu chơi tại Entente Le Chesnay Versailles trước khi gia nhập hệ thống đào tạo trẻ của Nanterre 92 vào năm 10 tuổi. Anh thu hút sự chú ý của Nanterre vào năm 2013 sau khi Michaël Allard, huấn luyện viên đội trẻ của câu lạc bộ khi đó, để ý đến anh trên băng ghế dự bị trong một trận đấu thuộc cấp độ U11 nhờ vào chiều cao đặc biệt 1,80 m (5 ft 11 in). Ban đầu ông còn nhầm Wemby với một huấn luyện viên. Vào tháng 2 năm 2018, Wembanyama được cho FC Barcelona mượn để tham dự Minicopa del Rey, một giải đấu dành cho lứa tuổi dưới 14 ở Tây Ban Nha, anh cùng toàn đội giành vị trí thứ ba. Wembanyama từ chối lời đề nghị gia nhập Barcelona với lý do các huấn luyện viên không sẵn sàng tạo điều kiện cho cậu.

## Sự nghiệp chuyên nghiệp

### Nanterre 92 (2019–2021)
Trong mùa giải 2019–20, Wembanyama có được những kinh nghiệm thi đấu chuyên nghiệp đầu tiên với đội chính Nanterre 92 dưới sự dẫn dắt của huấn luyện viên trưởng Pascal Donnadieu nhưng bị hạn chế số phút thi đấu chỉ trong hai trận. Anh chủ yếu thi đấu ở LNB Espoirs - giải U21 Pháp và chơi cho đội U18. Wembanyama có trận đấu ra mắt sân chơi chuyên nghiệp vào ngày 29 tháng 10 năm 2019, thi đấu tổng cộng 31 giây trước Brescia tại EuroCup. Với 15 tuổi, 9 tháng và 25 ngày, anh trở thành cầu thủ trẻ thứ hai sau Stefan Petković ra sân ở EuroCup. Vào tháng 2 năm 2020, Wembanyama chơi cho đội U18 của Nanterre tại giải đấu sơ loại tại Kaunas trong khuôn khổ Giải đấu thế hệ tiếp theo của Adidas (ANGT). Vào ngày 8 tháng 2, anh ghi được 22 điểm, 15 rebound và 9 block (kỉ lục giải ANGT) trong chiến thắng trước đội U18 Zaragoza. Wembanyama ghi trung bình 15,8 điểm, 12 rebound, 2,8 cướp bóng và 6 block tại Kaunas, dẫn đầu giải đấu về số block và được chọn vào đội hình xuất sắc nhất giải đấu. Anh kết thúc mùa giải Espoirs với trung bình 10,2 điểm, 4,9 rebound và 3,3 block mỗi trận, chủ yếu vào sân từ băng ghế dự bị.
Vào ngày 29 tháng 6 năm 2021, Wembanyama ký hợp đồng ba năm với ASVEL của Pro A và EuroLeague. Anh không thể ra sân trong một tháng đầu mùa giải vì bị ốm. Vào ngày 1 tháng 10, Wembanyama có trận ra mắt EuroLeague, ghi được một block chỉ trong ba phút ra sân trong chiến thắng 88–76 trước Žalgiris. Vào ngày 10 tháng 11, ASVEL thông báo rằng Wemby sẽ phải nghỉ thi đấu từ hai đến ba tuần vì bị gãy ngón tay. Anh trở lại vào ngày 2 tháng 12, nhưng lại phải ngồi ngoài vào ngày 20 tháng 12 sau khi bị bầm tím xương ở vai phải trong trận đấu với Zenit Saint Petersburg, thời gian hồi phục ước tính là từ 4 đến 6 tuần. Wembanyama được chọn tham dự trận LNB All-Star Game được tổ chức vào ngày 29 tháng 12, nhưng không thể thi đấu do dính chấn thương. Anh trở lại vào ngày 11 tháng 2. Vào ngày 3 tháng 4, Wembanyama đã ghi được 25 điểm, thành tích cá nhân cao nhất mùa giải cùng 7 rebound và 3 block trong chiến thắng 85–65 trước Le Portel. Anh có được 18 điểm, cao nhất trong sự nghiệp ở EuroLeague trong trận thua 81–80 trước Olimpia Milano vào ngày 7 tháng 4. Vào ngày 3 tháng 6, Wembanyama phải nghỉ thi đấu trong phần còn lại của mùa giải vì chấn thương cơ psoas mà anh gặp phải trong trận bán kết Pro A với JDA Dijon. Dù anh phải nghỉ thi đấu nhưng ASVEL vẫn giành được chức vô địch Pro A lần thứ ba liên tiếp. Wembanyama một lần nữa nhận danh hiệu Cầu thủ trẻ xuất sắc nhất Pro A, đạt thành tích trung bình 9,4 điểm và 5,1 rebounds mỗi trận. Anh ấy ghi trung bình 6,5 điểm và 3,8 rebounds mỗi trận ở EuroLeague, chỉ giành vị trí thứ hai sau Rokas Jokubaitis trong cuộc bỏ phiếu cho giải thưởng Ngôi sao đang lên EuroLeague. Sau mùa giải, Wemby quyết định không gia hạn hợp đồng với ASVEL bất chấp lời hứa từ chủ tịch câu lạc bộ Tony Parker về việc xây dựng đội hình xung quanh anh trong mùa giải tiếp theo.

### ASVEL (2021–2022)

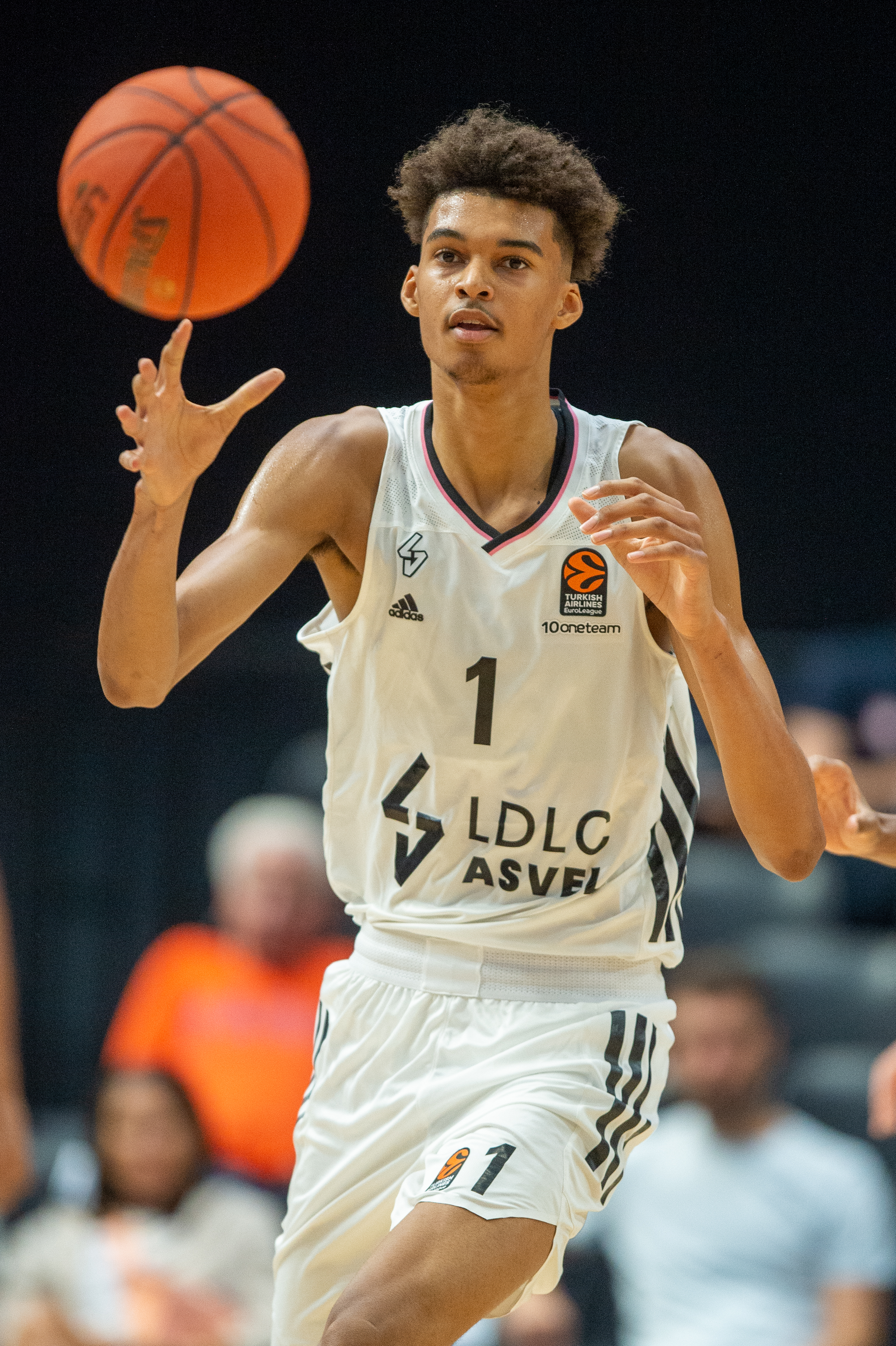
Wembanyama trong màu áo ASVEL vào năm 2021

Trong mùa giải Pro A 2022–23, Wembanyama nổi lên với tư cách là một trong những cầu thủ thống trị toàn giải đấu. Vào ngày 4 tháng 11 năm 2022, anh ghi được 33 điểm, 12 rebound, 4 kiến tạo và 3 block, đạt thành tích cá nhân cao nhất trong sự nghiệp trong chiến thắng 78–69 trước Limoges CSP. Vào ngày 2 tháng 12, Wembanyama có trận đấu thứ tư liên tiếp ghi trên 30 điểm, với 32 điểm, 10 rebound, 4 block và 3 kiến tạo trong chiến thắng 96–85 trước Fos Provence, giúp đội bóng của mình giành chiến thắng thứ 9 liên tiếp. Anh được bầu làm đội trưởng đội Pháp tại trận LNB All-Star Game vào ngày 29 tháng 12. Tại All-Star Game, Wemby ghi được tổng cộng 27 điểm, 12 rebound và 4 kiến tạo để giúp cho đội bóng của mình giành chiến thắng 136–128 trước Đội Thế giới và trở thành MVP trẻ nhất trong lịch sử các trận All-Star. Vào ngày 9 tháng 1 năm 2023, Wembanyama đã thực hiện một pha úp rổ ngược quyết định khi trận đấu chỉ còn 3,5 giây thi đấu chính thức, ghi 15 điểm, 9 rebound và 5 block để giúp đội bóng của mình giành chiến thắng 84–83 trước ASVEL. Vào ngày 27 tháng 1, anh ghi được 31 điểm, 14 rebound và 5 block trong trận thua 102–84 trước Chorale Roanne. Vào ngày 21 tháng 4, Wemby tuyên bố sẽ tham gia NBA Draft 2023. Vào cuối mùa giải, Wembanyama trở thành cầu thủ trẻ nhất từng giành được LNB Pro A MVP. Anh ấy được chọn vào Đội hình một tiêu biểu Pro A và được vinh danh là Cầu thủ phòng ngự xuất sắc nhất, Cầu thủ ghi điểm xuất sắc nhất, Cầu thủ trẻ xuất sắc nhất và Cầu thủ chắn bóng xuất sắc nhất. Ở vòng loại trực tiếp, Wembanyama đã đưa Metropolitans 92 đến trận Chung kết nhưng bị AS Monaco đánh bại với tỷ số 3–0. Anh kết thúc mùa giải với trung bình 21,6 điểm, 10,4 rebounds và 3,1 block mỗi trận, dẫn đầu Pro A ở từng hạng mục.

### Metropolitans 92 (2022–2023)

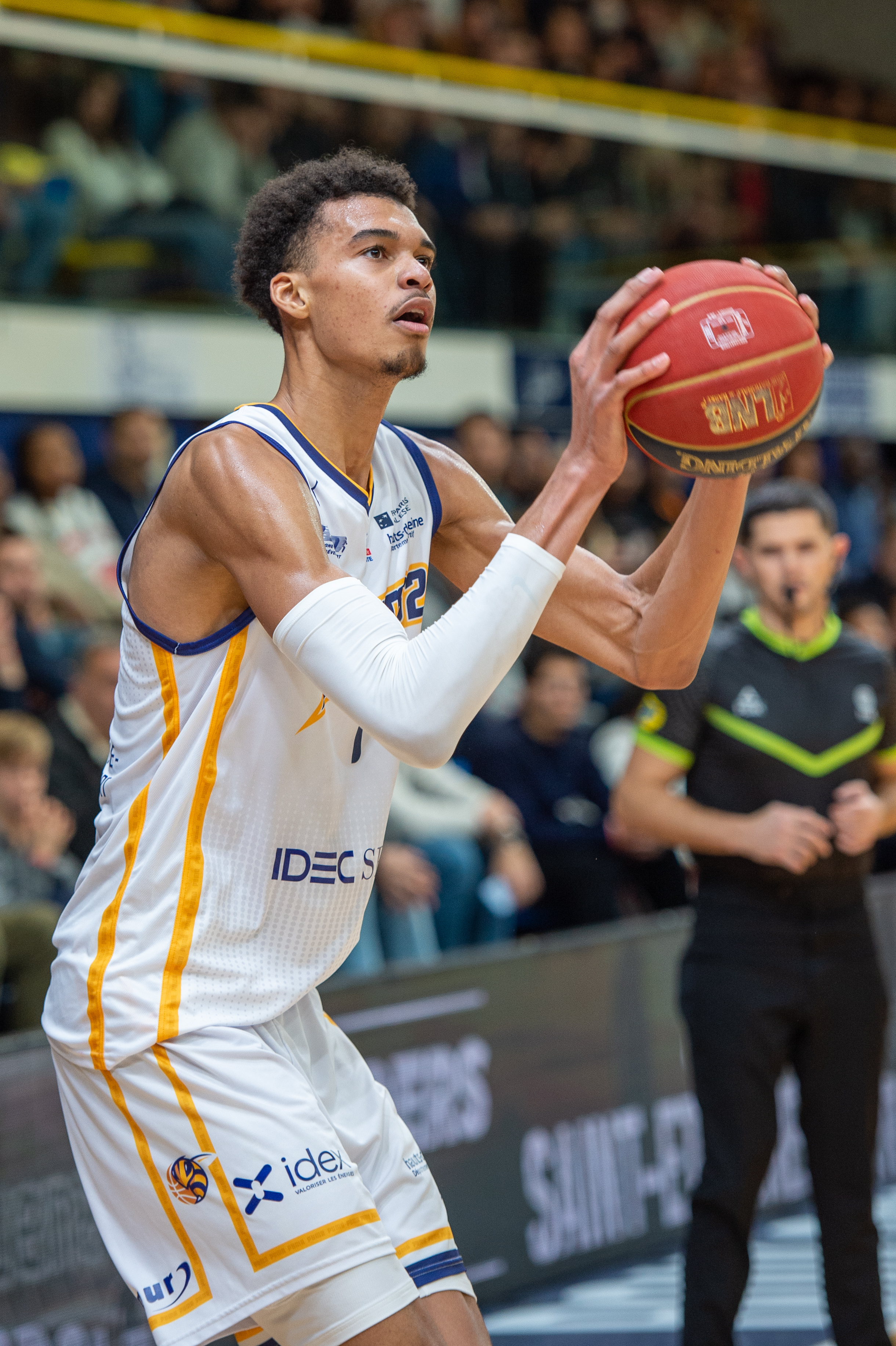
Wembanyama tại Metropolitans 92 vào năm 2022

Vào ngày 4 tháng 7 năm 2022, Wembanyama ký hợp đồng hai năm với Metropolitans 92 của LNB Pro A. Danh tiếng của huấn luyện viên trưởng Vincent Collet trong việc phát triển và tạo cơ hội cho các cầu thủ trẻ đã thu hút anh gia nhập đội bóng. Vào tháng 10 năm 2022, Wembanyama đã được giới truyền thông Mỹ ca ngợi sau hai trận đấu giao hữu tại Las Vegas với đội NBA G League Ignite, đội bóng sở hữu cầu thủ nhiều khả năng được chọn tại lượt 2 kỳ Draft là Scoot Henderson. Hai trận đấu đánh dấu màn ra mắt tại nước Mỹ của Wembanyama đã được truyền hình trên toàn quốc và có sự tham dự của hơn 200 tuyển trạch viên và giám đốc điều hành NBA. Trong trận đầu tiên vào ngày 4 tháng 10, anh ghi 37 điểm, 5 block và 4 rebound, thua 122–115. Wembanyama đã đưa đội của mình giành chiến thắng 112–106 trước Ignite trong trận đấu thứ hai, ghi 36 điểm cùng 11 rebound. Vào ngày 27 tháng 10, NBA thông báo rằng họ sẽ phát trực tuyến tất cả 92 trận đấu mùa giải chính và playoff của Metropolitans trên ứng dụng của mình.
Trong mùa giải Pro A 2022–23, Wembanyama nổi lên với tư cách là một trong những cầu thủ thống trị cả giải đấu. Vào ngày 4 tháng 11 năm 2022, anh ghi được 33 điểm, 12 rebound, 4 kiến tạo và 3 block, đạt thành tích cá nhân cao nhất trong sự nghiệp trong chiến thắng 78–69 trước Limoges CSP . Vào ngày 2 tháng 12, Wembanyama có trận thứ tư liên tiếp ghi từ 30 điểm trở lên với 32 điểm, 10 rebound, 4 block và 3 kiến tạo trong chiến thắng 96–85 trước Fos Provence, giúp cho đội bóng chủ quản giành chiến thắng thứ 9 liên tiếp. Anh được bầu làm đội trưởng đội Pháp tại trận LNB All-Star Game vào ngày 29 tháng 12. Tại All-Star Game, anh ghi được 27 điểm, 12 rebound và 4 kiến tạo để giúp cho đội bóng của mình giành chiến thắng 136–128 trước Đội Thế giới và trở thành MVP trẻ nhất trong lịch sử sự kiện này. Vào ngày 9 tháng 1 năm 2023, Wembanyama đã thực hiện một cú úp rổ ngược quyết định khi trận đấu chỉ còn 3,5 giây, ghi được 15 điểm, 9 rebound và 5 block để đưa đội giành chiến thắng 84–83 trước ASVEL. Vào ngày 27 tháng 1, anh ghi 31 điểm, 14 rebound và 5 block trong trận thua 102–84 trước Chorale Roanne. Vào ngày 21 tháng 4, anh tuyên bố tham gia NBA Draft 2023. Vào cuối mùa giải, Wembanyama trở thành cầu thủ trẻ nhất trong lịch sử giải giành được danh hiệu LNB Pro A MVP . Anh được lựa chọn vào Đội hình một tiêu biểu của Pro A và được vinh danh là Cầu thủ phòng ngự xuất sắc nhất, Cầu thủ ghi điểm xuất sắc nhất, Cầu thủ trẻ xuất sắc nhất và Cầu thủ chắn bóng xuất sắc nhất. Ở vòng playoff, Wembanyama đã cùng Metropolitans 92 tiến tới loạt trận Chung kết nhưng lại để thua AS Monaco với tỷ số chung cuộc 3–0. Anh kết thúc mùa giải với trung bình 21,6 điểm, 10,4 rebounds và 3,1 block mỗi trận, dẫn đầu Pro A ở mỗi hạng mục kể trên.

### San Antonio Spurs (2023–nay)
Vào ngày 22 tháng 6 năm 2023, Wembanyama được San Antonio Spurs lựa chọn với lượt chọn tổng đầu tiên trong NBA Draft 2023. Anh trở thành cầu thủ Pháp đầu tiên được chọn ở lượt đầu tiên và là cầu thủ châu Âu thứ hai có được vinh dự này (sau Andrea Bargnani năm 2006). Anh ấy trở thành cầu thủ được chọn ở lượt 1 của San Antonio thứ ba trong lịch sử sau David Robinson và Tim Duncan.
Wembanyama có trận ra mắt tại giải giao hữu NBA Summer League vào ngày 7 tháng 7 trước Charlotte Hornets. Trận đấu này đã được bán hết vé.  Anh ghi 9 điểm và 8 rebound nhưng chỉ thực hiện thành công 2 trong số 13 cú ném. Trong trận đấu thứ hai của giải giao hữu vào ngày 9 tháng 7, Wemby ghi được 27 điểm và 12 rebound nhưng toàn đội lại để thua 85–80 trước Portland Trail Blazers. Ngày hôm sau, Spurs thông báo anh sẽ ngồi ngoài trong phần còn lại của Summer League 2023.
Vào ngày 25 tháng 10, Wembanyama có trận ra mắt NBA trong mùa giải chính, ghi được 15 điểm, 5 rebound, 2 kiến tạo và 2 block trong trận thua 126–119 trước Dallas Mavericks. Ba pha ba điểm của anh đã thiết lập kỷ lục tính riêng tân binh trong trận đầu tiên ra sân cho Spurs. Vào ngày 2 tháng 11, Wembanyama đã ghi được 38 điểm, thành tích cao nhất trong sự nghiệp cùng với 10 rebound và hai block trong chiến thắng 132–121 trước Phoenix Suns. Anh cùng với LeBron James và Kevin Durant trở thành những cầu thủ ở độ tuổi thiếu niên duy nhất trong lịch sử NBA ghi được ít nhất 35 điểm, 10 rebound và 2 block trong một trận đấu. Vào ngày 5 tháng 11, anh ghi được 20 điểm, 9 rebound và 5 block trong trận thua 123–116 trong hiệp phụ trước Toronto Raptors. Wemby trở thành tân binh đầu tiên của Spurs kể từ Tim Duncan ghi được 20 điểm và 5 block trong một trận đấu. Vào ngày 18 tháng 11, anh ghi tổng cộng 19 điểm, 13 rebound, 4 kiến tạo và 8 block trong trận thua 120–108 trước Memphis Grizzlies. Anh cùng với Tim Duncan và David Robinson trở thành những cầu thủ duy nhất trong lịch sử của Spurs thực hiện ít nhất tám block trong một trận với tư cách tân binh.
Vào ngày 8 tháng 12, Wembanyama ghi được 21 điểm và 20 rebound trong trận thua 121–112 trước Chicago Bulls. Anh trở thành cầu thủ trẻ nhất trong lịch sử NBA ghi được ít nhất 20 điểm và 20 rebound trong một trận đấu khi chỉ mới 19 tuổi 338 ngày, vượt qua kỷ lục trước đó do Dwight Howard thiết lập. Vào ngày 13 tháng 12, anh ghi được 30 điểm, 12 rebound và 6 block trong trận thua 122–119 trước Los Angeles Lakers. Vào ngày 17 tháng 12, anh ghi được 17 điểm và 13 rebound trong trận thua 146–110 trước New Orleans Pelicans. Wembanyama cũng đã vượt qua kỷ lục của Dwight Howard để trở thành cầu thủ ở độ tuổi thiếu niên có chuỗi trận ghi được double-double dài nhất lịch sử NBA, dừng lại ở con số 8. Vào ngày 28 tháng 12, anh ghi 30 điểm, 6 rebound, 6 kiến tạo và bảy block trong chiến thắng 118–105 trước Portland Trail Blazers. Wembanyama cũng trở thành cầu thủ thiếu niên đầu tiên trong lịch sử NBA ghi được ít nhất 20 điểm, 5 rebound, 5 kiến tạo và 5 block chỉ trong một trận đấu.
Vào ngày 10 tháng 1 năm 2024, Wembanyama lập triple-double đầu tiên trong sự nghiệp với 16 điểm, 12 rebound và 10 kiến tạo trong chiến thắng 130–108 trước Detroit Pistons. Vào ngày 12 tháng 2, anh có triple-double thứ hai trong sự nghiệp với 27 điểm, 14 rebound và 10 block trong chiến thắng 122–99 trước Toronto Raptors. Wembanyama trở thành cầu thủ đầu tiên đạt được triple-double ở thông số ghi điểm, rebound và block kể từ Clint Capela làm được vào năm 2021. Anh cũng trở thành cầu thủ đầu tiên trong lịch sử NBA đạt được triple-double với 20 điểm, 10 block trong vòng chưa đầy 30 phút thi đấu. Vào ngày 23 tháng 2, Wembanyama đạt được thành tích five-by-five với 27 điểm, 10 rebound, 8 kiến tạo, 5 cướp bóng và 5 block trong trận thua 123–118 trước Los Angeles Lakers. Anh trở thành cầu thủ trẻ nhất trong lịch sử NBA đạt được thành tích five-by-five và trong 30 phút, kỉ lục trong lịch sử NBA. Vào ngày 3 tháng 3, anh ghi được 31 điểm, 12 rebound, 6 kiến tạo, 6 block và 1 cướp bóng trong chiến thắng 117–105 trước Indiana Pacers. Anh trở thành tân binh đầu tiên trong lịch sử NBA có hai trận đấu liên tiếp ghi ít nhất 25 điểm, 10 rebound, 5 kiến tạo và 5 block. Anh cũng cùng với Tim Duncan và David Robinson trở thành tân binh duy nhất trong lịch sử NBA ghi ít nhất 30 điểm, 10 rebound, 5 kiến tạo và 5 block chỉ trong một trận đấu. Vào ngày 15 tháng 3, anh ghi được 17 điểm, 9 rebound, 2 kiến tạo, 2 cướp bóng và 3 block trong trận thua 117–106 trước Denver Nuggets. Wemby cùng với Raef LaFrentz trở thành những cầu thủ duy nhất trong lịch sử NBA đạt thành tích ít nhất 200 block và 100 quả ba điểm trong một mùa giải. Anh cũng trở thành tân binh đầu tiên kể từ Tim Duncan có được ít nhất 200 block trong một mùa giải. Vào ngày 29 tháng 3, anh ghi được 40 điểm, một kỷ lục cá nhân cùng với 20 rebound và 7 kiến tạo trong chiến thắng 130–126 trong hiệp phụ trước New York Knicks. Wembanyama kết thúc mùa giải với tư cách là cầu thủ đầu tiên trong lịch sử NBA ghi ít nhất 1.500 điểm, 250 block và 100 cú ném ba điểm trong một mùa giải. Với 3,6 block mỗi trận, anh cũng trở thành cầu thủ trẻ nhất dẫn đầu NBA ở chỉ số này trong một mùa giải ở độ tuổi 20 năm, 101 ngày (tính từ ngày 14 tháng 4, 2024).
Vào ngày 6 tháng 5 năm 2024, Wembanyama được vinh danh là Tân binh của năm NBA 2024, trở thành tân binh thứ sáu từng giành được giải thưởng này thông qua một cuộc bỏ phiếu nhất trí. Anh cùng với Manute Bol là hai tân binh duy nhất trong lịch sử NBA dẫn đầu giải đấu về số block mỗi trận và tổng số block trong một mùa giải. Wembanyama cũng đứng ở vị trí thứ hai trong cuộc bầu chọn cho Giải thưởng Cầu thủ phòng ngự xuất sắc nhất năm 2024 của NBA, chỉ xếp sau đồng hương Rudy Gobert. Wembanyama được ghi danh vào Đội hình một phòng ngự tiêu biểu NBA, trở thành tân binh và cầu thủ trẻ nhất trong lịch sử NBA đạt được thành tích này.

## Sự nghiệp đội tuyển quốc gia

### Đội tuyển trẻ quốc gia
Wembanyama đại diện cho Pháp tại Giải vô địch châu Âu FIBA U16 2019 ở Udine, Ý. Trong chiến thắng 80–78 ở tứ kết trước Croatia, anh ghi được 12 điểm, 21 rebound và 8 block. Wemby ghi trung bình 9 điểm, 9.6 rebounds và 5.3 block (dẫn đầu toàn giải), giúp cho đội tuyển Pháp giành huy chương bạc và góp mặt trong đội hình xuất sắc nhất giải đấu.
Sau đó, anh thi đấu tại Giải bóng rổ thế giới FIBA U19 2021 ở Latvia. Wembanyama ghi trung bình 14 điểm, 7,4 rebounds và 5,7 block mỗi trận, đồng thời được điền tên vào đội hình xuất sắc nhất giải sau khi giúp Pháp giành huy chương bạc. Anh ghi 22 điểm, 8 rebound và 8 block trong trận thua sát nút 83–81 trước Hoa Kỳ ở chung kết. Wembanyama đã thiết lập kỷ lục FIBA về số block mỗi trận trong một giải đấu.

### Đội tuyển quốc gia
Wembanyama có tên trong danh sách sơ bộ 17 cầu thủ của đội tuyển quốc gia Pháp tham dự EuroBasket 2022 nhưng đã bị loại trước đó một tháng do chấn thương mà anh gặp phải vào cuối mùa giải 2021–22. Anh lại được chọn tham dự vòng loại World Cup vào tháng 11. Trong trận đấu ra mắt đội tuyển quốc gia, vào ngày 11 tháng 11 năm 2022, anh ghi được 20 điểm và 9 rebound trong chiến thắng 90–65 trước Lithuania.
Wembanyama và Les Bleus được kỳ vọng sẽ là ứng cử viên nặng ký trong cuộc đua giành huy chương vàng tại Thế vận hội Olympic Paris.

## Hồ sơ cầu thủ
Wembanyama được nhiều người coi là một trong những cầu thủ triển vọng nhất NBA trong thế hệ của mình. Các phương tiện truyền thông đã coi anh là tân binh được mong đợi nhất của giải đấu kể từ sự xuất hiện của LeBron James vào năm 2003. Anh đã nổi lên với tư cách là một trong những cầu thủ triển vọng hàng đầu của Châu Âu ở tuổi 14 và được các nhà phân tích chuyên môn xem là cầu thủ tiềm năng có thể được lựa chọn ở lượt đầu ở tuổi 16. Trong mùa giải cuối cùng trước khi đủ điều kiện tham gia kỳ tuyển chọn NBA Draft 2023, trong các dự đoán về tuyển chọn, Wemby được dự đoán sẽ là lựa chọn số một. Ủy viên NBA Adam Silver cho biết giải đấu sẽ "đặc biệt chú ý" đến việc các đội cố tình thua để có được vị trí thấp trong bảng xếp hạng để có được lựa chọn đầu cho kỳ Draft năm 2023 để có được "cầu thủ chỉ có một trong cả thế hệ" trong kỳ draft.
Với chiều cao đo được là 7 foot 3+1⁄2 inch (2,22 m), và sải tay ước tính là 8 foot (2,4 m), Wembanyama thi đấu tại NBA với tư cách là một trong những cầu thủ cao nhất giải đấu, nhưng chiều cao khủng đó đã đặt ra nhiều câu hỏi về sức bền của anh. Wemby thường chơi ở ngoài vòng bán nguyệt và có khả năng di chuyển cũng như kỹ năng vượt trội so với kích thước của mình, với khả năng xử lý và ném bóng tốt như một một hậu vệ. Wembanyama cũng là cầu thủ có khả năng ném ba điểm, những cú jump shot (ném khi nhảy) của anh rất khó để ngăn chặn nhờ vào sải tay và chiều cao khủng. Wemby là một cầu thủ có thể ghi điểm hiệu quả trong khu vực dưới rổ với khả năng di chuyển đa dạng và nhuần nhuyễn trong các tình huống phối hợp pick and roll. Về khả năng phòng thủ, anh có khả năng block vô cùng xuất sắc nhờ vào chiều cao và khả năng phán đoán của mình. Sự linh hoạt cũng cho phép anh theo kèm những cầu thủ nhỏ hơn. Thân hình gầy gò, thiếu cơ bắp của Wemby được coi là điểm yếu. Điều này khuyến khích đối thủ sử dụng lối chơi thể lực và mạnh bạo để chống lại anh. Vì lý do này nên Wembanyama có thể gặp khó khăn trong việc tấn công trong khi bật lại và bảo vệ khi bị hai cầu thủ kẹp giữa trong các tình huống rebound và phòng ngự các pha post-up dưới rổ.
Mặc dù một số nhà phân tích chuyên môn đã đề cập rằng lối chơi của Wembanyama là độc nhất vô nhj nhưng có nhiều ý kiến đã so sánh anh với hai huyền thoại Wilt Chamberlain và Kareem Abdul-Jabbar. Nhà phân tích draft của ESPN, Mike Schmitz, đã so sánh ảnh hưởng trong việc phòng ngự của anh với Rudy Gobert và khả năng ném của anh với Kristaps Porziņģis mặc dù có kỹ năng xử lý bóng và chuyền bóng tốt hơn. John Hollinger của The Athletic mô tả lối chơi của Wemby là sự kết hợp của Ralph Sampson, Porziņģis và Dirk Nowitzki. Wembanyama thì lại xây dựng lối chơi của mình lấy cảm hứng từ Kevin Durant và Giannis Antetokounmpo.

## Thống kê nghề nghiệp

### NBA
| Năm       | Đội         | GP | GS | MPG  | FG%  | 3P%  | FT%  | RPG  | APG | SPG | BPG  | PPG  |
| --------- | ----------- | -- | -- | ---- | ---- | ---- | ---- | ---- | --- | --- | ---- | ---- |
| 2023–24   | San Antonio | 71 | 71 | 29.7 | .465 | .325 | .796 | 10.6 | 3.9 | 1.2 | 3.6* | 21.4 |
| Sự nghiệp | Sự nghiệp   | 71 | 71 | 29.7 | .465 | .325 | .796 | 10.6 | 3.9 | 1.2 | 3.6  | 21.4 |

## Bên ngoài sân bóng

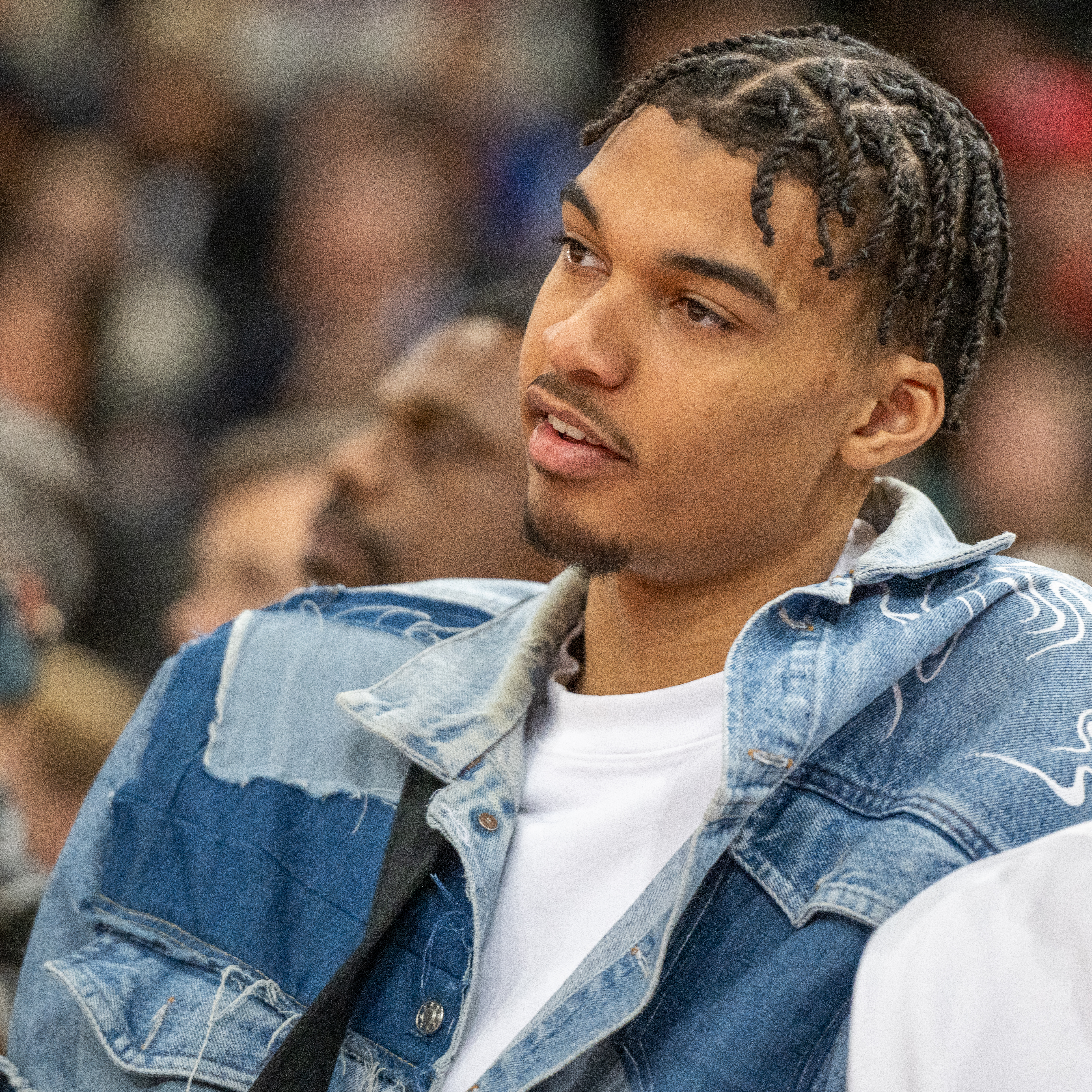
Wembanyama ngồi hàng ghế đầu tại một trận đấu NBA ở Paris vào năm 2023

Wembanyama được quản lý bởi người đại diện Bouna Ndiaye của Comsport. Gia đình anh có mối quan hệ lâu năm với Ndiaye khi ông có con trai được mẹ của Wembanyama huấn luyện từ khi còn nhỏ. Ndiaye đã tư vấn cho Wembanyama khi anh mới 15 tuổi và đã ký hợp đồng với anh với tư cách là thân chủ vào năm 2022.
Wembanyama đi học trước một năm so với tuổi và theo học trung học thông qua thỏa thuận với Nanterre 92. Anh có bằng tú tài danh dự chuyên về khoa học trái đất và đời sống cũng như khoa học kinh tế và xã hội. Ngoài tiếng mẹ đẻ của mình, anh còn nói tiếng Anh trôi chảy bằng cách tự học tiếng Anh từ khi còn học cấp hai thông qua xem video từ các tài khoản của Mỹ trên Instagram và các chương trình truyền hình tiếng Anh. Sở thích của anh bao gồm đam mê thể loại phim khoa học viễn tưởng như Chiến tranh giữa các vì sao, nghệ thuật và văn học. Nghệ sĩ yêu thích của anh là rapper Alpha Wann .
Khi ở Las Vegas để tham dự NBA Summer League, Wembanyama và đội ngũ an ninh cá nhân của mình đã dính vào một sự cố với ca sĩ nhạc pop Britney Spears. Spears đã tiếp cận Wembanyama ở Vegas và vỗ vào lưng anh, dẫn đến việc vệ sĩ của Wembanyama đã tấn công vào vùng mặt của Spears. Không có cáo buộc nào được đưa ra sau vụ việc.
Chiếc áo đấu mà Wembanyama đã mặc trong trận đấu đầu tiên của mình đã được bán tại Sotheby's với mức giá kỷ lục dành cho một tân binh là 762.000 USD.

## Tài trợ
Wembanyama đã đạt được một số hợp đồng tài trợ cao cấp bao gồm những quan hệ hợp tác với Nike, 2K, Fanatics, Barcode và Louis Vuitton. . Mặc dù Wembanyama chưa có dòng giày sneaker đặc trưng của riêng mình nhưng anh đã góp phần trong việc thiết kế phiên bản Nike GT Hustle 2 dành riêng cho mình với tên gọi là "The Alien", lấy cảm hứng từ biệt danh của chính anh.